# Regionalny System Ostrzegania
Regionalny System Ostrzegania (RSO)  – darmowa, powszechna usługa Ministerstwa Spraw Wewnętrznych i Administracji, umożliwiająca powiadamianie obywateli o zagrożeniach. Swym zasięgiem obejmuje całą Polskę. W skład systemu wchodzą: Aplikacja Mobilna RSO, programy naziemnego multipleksu cyfrowego MUX-3 oraz strony internetowe urzędów wojewódzkich. Za treść komunikatów odpowiadają wojewódzkie centra zarządzania kryzysowego. Ponadto, w systemie dostępne są poradniki dotyczące m.in. tego jak udzielić pierwszej pomocy lub jak zachować się podczas burzy, powodzi czy ataku terrorystycznego.

## Zasada działania
Komunikat o zasięgu wojewódzkim generuje wojewódzkie centrum zarządzania kryzysowego. Ostrzeżenie pokazuje się:
- w Aplikacji Mobilnej (systemy operacyjne Android, iOS, Windows Phone),
- na stronach internetowych urzędu wojewódzkiego,
- w programach ogólnopolskich TVP (TVP1HD, TVP2HD, TVP Info, TVP Kultura, TVP Historia, TVP Polonia, TVP Rozrywka – telegazeta od str. 190, napisy DVB) w TVP Regionalnej (telegazeta od str. 430, napisy DVB), a także na platformie hybrydowej.[1]

W przypadku wystąpienia szczególnie poważnych zagrożeń, komunikaty pojawiają się na ekranie telewizora w formie napisów. W zwięzły sposób informują o sytuacji i odsyłają do szczegółów, np. umieszczonych na konkretnej stronie telegazety. W telewizorach dostosowanych do potrzeb telewizji hybrydowej (tj. łączącej telewizję z internetem) istnieje możliwość przejścia na stronę oferującą np. filmową informację dotyczącą zagrożenia.

## Aplikacja RSO
Bezpłatna aplikacja mobilna RSO dostępna jest dla poszczególnych systemów operacyjnych (Android, iOS, Windows Phone). Aplikację można wyszukać po słowach kluczowych „RSO” oraz „Regionalny System Ostrzegania”. W marcu 2018 r. udostępniono nową wersję aplikacji, wzbogaconą o funkcję geolokalizacji oraz udogodnienia dla osób niedowidzących. Z kolei od połowy lutego 2019 r. nie jest możliwe pobranie starej aplikacji. Mimo to, użytkownicy poprzedniej wersji nadal mogą z niej korzystać na niezmienionych zasadach.
Aplikacja umożliwia dostęp do komunikatów generowanych przez wojewódzkie centra zarządzania kryzysowego poszczególnych urzędów wojewódzkich na terenie Polski. Komunikaty/ostrzeżenia rozpowszechniane w ramach RSO podzielone są na następujące kategorie tematyczne: ogólne, meteorologiczne, hydrologiczne, stany wód (wodowskazów).
Aplikacja została zaopatrzona również w część zawierającą poradniki postępowania w sytuacjach kryzysowych.

## Interesariusze systemu
Regionalny System Ostrzegania jest stale rozwijany. W systemie przekazywane są informacje, uzyskiwane m.in. ze: służb podległych lub nadzorowanych przez MSWiA, Instytutu Meteorologii i Gospodarki Wodnej Państwowy Instytut Badawczy (ostrzeżenia meteorologiczne i hydrologiczne), Generalnej Dyrekcji Dróg Krajowych i Autostrad (ostrzeżenia drogowe), Naukowej i Akademickiej Sieci Komputerowej Państwowy Instytut Badawczy (ostrzeżenia o poważnych incydentach bezpieczeństwa w sieciach i systemach informatycznych i o zagrożeniach w cyberprzestrzeni o rozległym zasięgu i poważnych potencjalnych lub rzeczywistych skutkach). W RSO ukazywać się mogą również komunikaty dotyczące: zagrożeń z powietrza, w tym typu RENEGADE, typu chemicznego lub biologicznego, spowodowanego przez obiekt powietrzny lub nawodny zakwalifikowany do kategorii RENEGADE lub M-RENEGADE, ataków rakietami balistycznymi (Dowództwo Operacyjne Rodzajów Sił Zbrojnych) czy o przerwach w dostawach prądu w razie rozległych awarii energetycznych (m.in. przez spółkę Tauron Dystrybucja dla województw dolnośląskiego, opolskiego, śląskiego, małopolskiego).
Przez lata funkcjonowania w ramach systemu podjęto współpracę z następującymi podmiotami:
- 31 sierpnia 2015 r. – podpisanie listu intencyjnego pomiędzy Ministerstwem Administracji i Cyfryzacji a Prezydentem m.st. Warszawy dotyczącego włączenia m.st. Warszawy do RSO[3];
- 10 marca 2017 r. – zawarcie porozumienia pomiędzy Ministerstwem Spraw Wewnętrznych i Administracji a Ministerstwem Obrony Narodowej dotyczącego włączenia Sił Zbrojnych RP do RSO;
- 15 listopada 2017 r. – zawarcie porozumienia pomiędzy Ministerstwem Spraw Wewnętrznych i Administracji a Ministerstwem Cyfryzacji oraz Naukową i Akademicką Siecią Komputerową Państwowy Instytut Badawczy dotyczącego włączenia NASK do RSO[4];
- 20 marca 2018 r. – zawarcie porozumienia pomiędzy Ministerstwem Spraw Wewnętrznych i Administracji a Głównym Geodetą Kraju dotyczącego udostępnienia usługi API Geoportal na potrzeby RSO.

Dodatkowo, na poziomie regionalnym, przedstawiciele czterech urzędów wojewódzkich (dolnośląskiego, opolskiego, śląskiego i małopolskiego) porozumieli się ze spółką Tauron Dystrybucja w sprawie zasilania systemu w informacje o przerwach w dostawach prądu w razie rozległych awarii energetycznych.

## Statystyki RSO
W latach 2016–2018 system RSO był aktywnie wykorzystywany przez wojewodów w celu informowania społeczeństwa o różnego rodzaju zagrożeniach. W samym 2018 r. w systemie wygenerowano łącznie 8996 komunikatów, czyli porównywalnie z rokiem 2017 (9264), podczas gdy w 2015 r. było ich 5133. W ciągu ostatnich trzech lat znacząco wzrosła także liczba pobrań Aplikacji Mobilnej RSO – z 434 000 razy w 2015 r. do ponad 765 000 razy w 2018 r. Nowa Aplikacja Mobilna RSO wg stanu na dzień 31 grudnia 2018 r. miała 97 280 pobrań.